# Steffi Duna

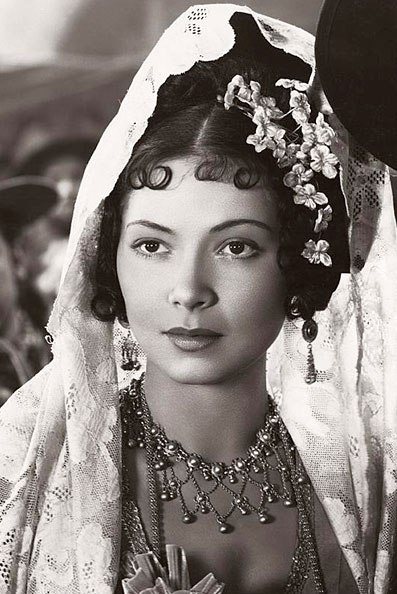
Steffi Duna in Tanzende Piraten

Steffi Duna, eigentlich Stefánia Berindey Erzsébet, (anhörenⓘ; * 8. Februar 1910 in Budapest, Österreich-Ungarn; † 22. April 1992 in Beverly Hills, Kalifornien, Vereinigte Staaten) war eine ungarisch-amerikanische Tänzerin, Sängerin sowie Bühnen- und Filmschauspielerin mit moderater Hollywood-Karriere.

## Leben und Wirken
Stefánia „Steffi“ Duna begann ihre Showkarriere im Alter von neun Jahren als Bühnentänzerin in Märcheninszenierungen von Budapests Kindertheater und tourte bereits als dreizehnjährige Balletttänzerin durch Europa. Es folgte eine professionelle Tanzausbildung. In den folgenden Jahren trat die attraktive Nachwuchskünstlerin auch an internationalen Bühnen auf, etwa in Berlin und London, wo man sie 1932 am Adelphi Theatre in der Revue Words and Music von und mit Noël Coward sehen und singen hören konnte. Ein weiterer Erfolg war ihr im April 1933 mit Brechts/Weills Die Dreigroschenoper beschieden.
Bereits während ihres England-Aufenthaltes kam Steffi Duna mit dem Film in Berührung und erhielt 1932 die Titelrolle in der Komödie The Indiscretions of Eve. Im Jahr darauf fand sie sich in Hollywood ein und gab ihr US-Debüt an der Seite eines weiteren europäischen Hollywood-Debütanten, Francis Lederer. Ihre exotisch wirkende Schönheit ließ Steffi Duna als Idealbesetzung für heißblütige Frauen aller Arten, besonders Latinas, erscheinen. Neben Hauptrollen in B-Filmen erhielt sie auch Nebenrollen in einigen wenigen A-Produktionen wie Ein rastloses Leben (als Partnerin von Fredric March) und Ihr erster Mann (an der Seite von Vivien Leigh). In Hi, Gaucho! war 1935 ihr US-Kollege John Carroll ihr Filmpartner, den sie noch im selben Jahr heiraten sollte. Die Ehe, aus der 1937 eine Tochter hervorging, hielt nur kurz. 1936 kehrte Steffi Duna kurzzeitig nach London zurück und erhielt mit der Nedda in der Opernverfilmung Der Bajazzo eine weitere britische Hauptrolle, diesmal als Gesangs- und Spielpartnerin Richard Taubers. 1939 sah man sie mit der weiblichen Hauptrolle in dem antinazistischen Propagandafilm Hitler – Beast of Berlin, im Jahr darauf mit einer sehr kleinen Tanzrolle in der galligen Politsatire Der große McGinty, einem ihrer letzten Filme.

## Späte Jahre
Noch im selben Jahr 1940 beendete Duna schlagartig ihre Filmkarriere und heiratete den US-Kollegen Dennis O’Keefe. Die Ehe hielt bis zu dessen Tod 1968 und blieb komplett skandalfrei – sie sei „the perfect wife, European Style“, wie O’Keefe einmal über seine Gattin in einem Interview anmerkte. Das Ehepaar hatte einen Sohn. Nach dem Tod ihres Mannes nahm Steffi Duna einen Berufswechsel vor und arbeitete als Immobilienmaklerin für die Firma Stan Herman & Assoc. in ihrer luxuriösen Wohngemeinde Beverly Hills.

## Filmografie (Auswahl)
- 1932: The Indiscretions of Eve
- 1933: The Iron Stair
- 1933: Aigo, der Mann zweier Welten (Man of Two Worlds)
- 1934: Red Morning
- 1934: La Cucaracha (Kurzfilm)
- 1935: Das Rätsel von Zimmer 309 (One New York Night)
- 1935: Hi, Gaucho!
- 1935: La Fiesta de Santa Barbara
- 1936: Tanzende Piraten (Dancing Pirate)
- 1936: Ein rastloses Leben (Anthony Adverse)
- 1936: Der Bajazzo (Pagliacci)
- 1937: Escape by Night
- 1938: Rascals
- 1938: Flirting with Fate
- 1939: Panama Lady
- 1939: Way Down South
- 1939: Hitler – Beast of Berlin
- 1939: Das Gesetz der Prärie (Law of the Pampas)
- 1940: Ihr erster Mann (Waterloo Bridge)
- 1940: Phantom Raiders
- 1940: Der große McGinty (The Great McGinty)
- 1940: Girl from Havana